# Перлистий дереволаз
Перлистий дереволаз (Lepidocolaptes) — рід горобцеподібних птахів родини горнерових (Furnariidae). Представники цього роду мешкають в Мексиці, Центральній і Південній Америці.

## Види
Виділяють одинадцять видів:
- Дереволаз білосмугий (Lepidocolaptes leucogaster)
- Дереволаз строкатоголовий (Lepidocolaptes souleyetii)
- Дереволаз вузькодзьобий (Lepidocolaptes angustirostris)
- Дереволаз плямистолобий (Lepidocolaptes affinis)
- Дереволаз гірський (Lepidocolaptes lacrymiger)
- Дереволаз білогрудий (Lepidocolaptes squamatus)
- Дереволаз південний (Lepidocolaptes falcinellus)
- Дереволаз амазонійський (Lepidocolaptes albolineatus)
- Дереволаз дуїданський (Lepidocolaptes duidae)[6]
- Дереволаз інамбарійський (Lepidocolaptes fatimalimae)[7]
- Дереволаз смугастий (Lepidocolaptes fuscicapillus)[8]

## Етимологія
Наукова назва роду Lepidocolaptes походить від сполучення слів дав.-гр. λεπις — луска і κολαπτης — дятел.